# A Capital (periódico português, 1968)
A Capital (segunda série) foi um jornal vespertino de publicação a nível nacional que se publicou entre 21 de fevereiro de 1968 e 30 de julho de 2005, tendo restringido o universo da sua distribuição apenas aos distritos de Lisboa, Santarém e Leiria em 2000, e passando a matutino em 2001.

## História

### Primeiras décadas
O jornal nasce de uma cisão no Diário de Lisboa, e quando saiu a primeira edição a 21 de Fevereiro de 1968, era segundo dizia na primeira página, continuidade, invocando a tradição do jornal fundado a 1 de Julho de 1910, por Manuel Guimarães, que teve na sua breve existência como colaboradores André Brun e Júlio Dantas.
A Capital (segunda série), publicada a partir de finais dos anos sessenta, era um jornal da tarde não ligado ao regime, afoito, gerido como uma cooperativa de jornalistas, algo nunca visto, tendo à frente Norberto Lopes, diretor, e Mário Neves, diretor adjunto.
Conheceu em 1971 um novo fôlego sob a direção de Manuel José Homem de Mello e a chefia de redação a cargo de Rudolfo Iriarte, que também viria a ser diretor mais tarde, Cáceres Monteiro, e Manuel Beça Múrias. Apoiado na cobertura da atualidade e da reportagem, era um jornal de qualidade que chegou a atingir os 40 mil exemplares, representando 39 por cento de tiragens. Durante os anos que se seguiram à revolução de Abril, à qual sobreviveu incólume, teve como diretores David Mourão-Ferreira e Francisco Sousa Tavares.

### Período pós-privatização
Em 1988 o título, seguindo a senda das privatizações, é comprado por Francisco Pinto Balsemão e a direção entregue a Helena Sanches Osório. Não conseguindo alcançar o êxito, A Capital passa a mãos do grupo Prensa Ibérica, liderado por António Matos, que se colocou à frente do projeto, acabando por se converter em matutino. Luís Osório, em 2005, é o último diretor antes do jornal fechar definitivamente, em queda de vendas.